# Kitl (firma)
Kitl s.r.o. je rodinná společnost z Vratislavic nad Nisou, která se zabývá výrobou ovocných a bylinných sirupů, medovin a minerálních vod.
Inspirací pro firmu Kitl se stal lékař Jan Josef Antonín Eleazar Kittel (1704–1783). Společnost také založila Kittelovo muzeum v Pěnčíně – Krásné na Jablonecku. Uspořádala také tři veřejné sbírky Zachraňme Kittelovsko, díky nimž byla vybudována naučná stezka Kittelovsko, zrekonstruovala a obnovila se socha sv. Josefa a hlavní oltář kostela sv. Josefa na Krásné. Společnost také vydala několik kníh – Příroda léčí tělo i duši od Líby Novotné, Doktor Kittel od K. R. Fischera a v roce 2019 knihu Doktor Kittel, tajemná postava Jizerských hor od Gustava Leutelta.

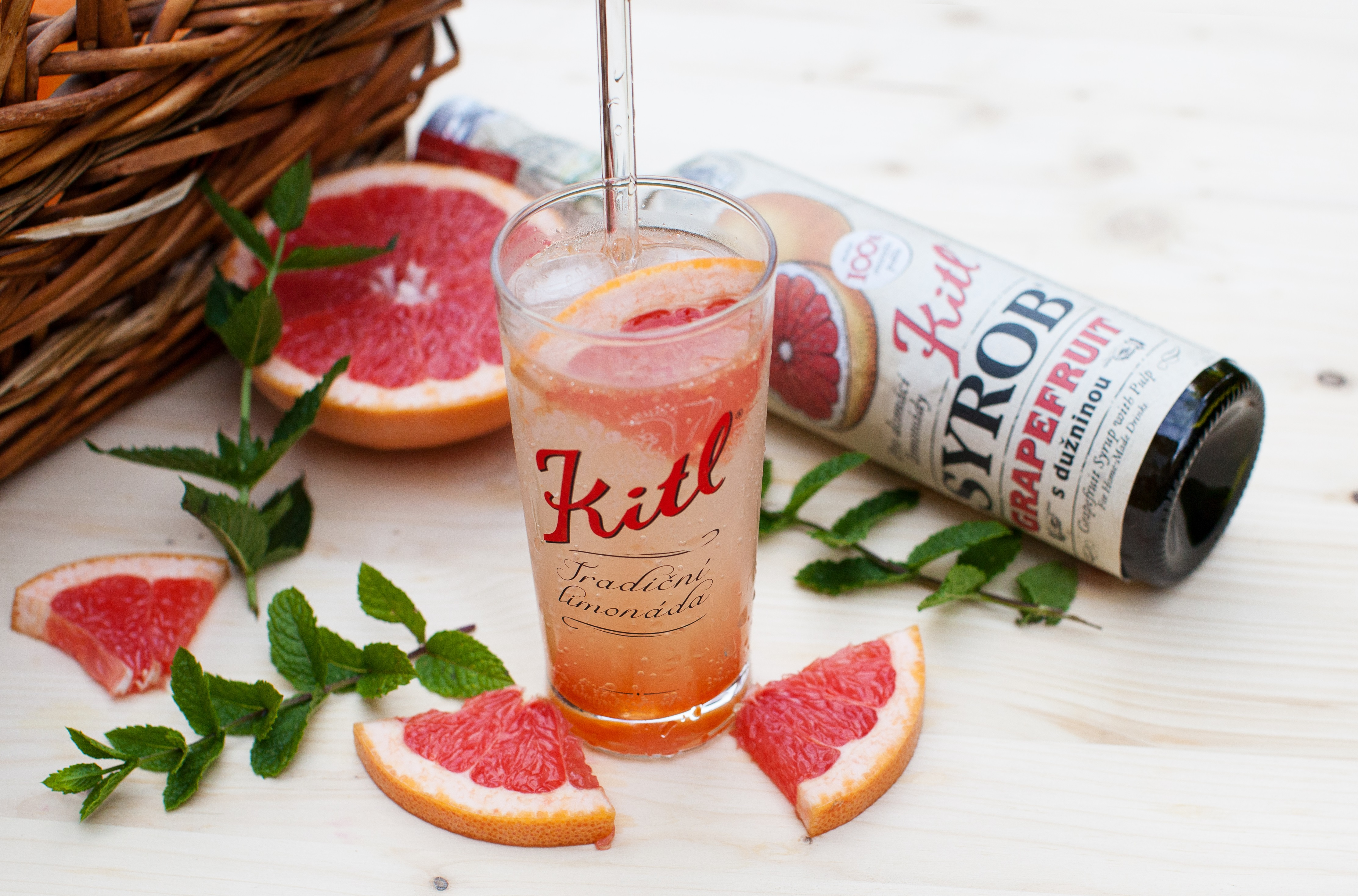
Grapefruitový sirup Kitl

Firma Kitl je držitelem mnoha ocenění, např. zvítězila v krajské soutěži a získala 3. místo v celorepublikové soutěži Firma roku 2013, 1. místo v mezinárodní soutěži Mazer Cup International Competition 2015 za Kitl Medovinu nebo Cenu prezidenta potravinářské komory 2015 či Výrobek roku Libereckého kraje roku 2017.
V létě 2018 společnost koupila zchátralý areál Vratislavické kyselky na břehu Nisy. 22.7. byl na akci Den Vratislavické kyselky znovu zahájen prodej známe minerální vody z Vratislavic nad Nisou.
Společnost Kitl získala širokou popularitu na českém trhu, ale úspěšně expanduje také do zahraničí. Produkty Kitl jsou nyní k dostání např. na Slovensku, v Německu, Austrálii nebo Irsku.